# Rinascimento urbano
Rinascimento urbano è il movimento architettonico sviluppatosi a partire dal 1992 in Europa con lo scopo di riformare le città secondo i principi della Città Tradizionale e del New Urbanism.

## Tipologie d'Intervento
Il movimento per il Rinascimento urbano è sorto in occasione della Triennale Internazionale A Vision of Europe inaugurata il 29 settembre 1992 a Bologna da S.A.R. Il Principe di Galles e curata da Gabriele Tagliaventi e Liam O'Connor. Il catalogo delle opere esposte raccoglie più di 100 progetti e realizzazioni alla scala della città, del quartiere, dello spazio pubblico, dell'isolato e del lotto. La seconda edizione della Triennale A Vision of Europe, organizzata nel 1996, ha visto raccogliere il movimento sotto la dizione Rinascimento urbano, dal titolo della mostra e del catalogo trilingue –italiano, inglese, francese– curato da Gabriele Tagliaventi con introduzione di S.A.R. Il Principe di Galles.
Sia la mostra sia il catalogo sono strutturati secondo un ordine tipologico d'intervento:
1. Ricostruire la città capitale europea, Bruxelles, 1985-1995
2. Continuità della tradizione classica nella costruzione della capitale americana, Washington D.C., 1905-1995
3. Continuare a costruire una città borghese, Parigi, 1985-1995
4. Urbanizzare le periferie
5. Ampliare la città con nuovi quartieri urbani
6. Fondare nuove città tradizionali
7. Riqualificare lo spazio urbano attraverso la demolizione di edifici modernisti obsoleti
8. Costruire nuovi edifici pubblici tradizionali
9. Riconquistare il centro della città
10. Riconquistare lo spazio sacro
11. Rivitalizzare la città giardino
12. Risanare le ferite della città

## Progettisti ed Opere
Il catalogo, pubblicato da Grafis, Bologna, contiene anche saggi di Léon Krier, Maurice Culot, David Watkin, Carroll William Westfall e documenta per la prima volta in Italia la più ampia operazione di Rinascimento urbano realizzata in Europa al 1996: il nuovo isolato urbano di Rue de Laeken (1989-1995) progettato da Tagliaventi & Associates, Atelier 55, Sylvie Assassin, Barthélémy Dumons, Philippe Gisclard, Nathalie Prat, Jean Philippe Garric, Valerie Negre, Javier Cenicacelaya, Iñigo Saloña, Liam O'Connor, John Robins, Joseph Altuna, Marie Laure Petit.
A partire dal 1996, il Movimento per il Rinascimento urbano si è diffuso ovunque in Europa, dalla nuova città di Poundbury in Inghilterra (1988-2007) costruita secondo il Piano di Leon Krier alla nuova Medina di Hammamet (2000-2005) progettata da Tarak Ben Miled, dal nuovo quartiere satellite di Kirchsteigfeld presso Potsdam (1993-2002) in Germania progettata da Rob Krier e Christoph Kohl al nuovo quartiere urbano nel Barrio Alto a Lisbona (2000-2007) progettato José Baganha, dal nuovo Borgo Città Nuova ad Alessandria (1995-2002) progettato da Léon Krier and Gabriele Tagliaventi alla nuova città di Val d'Europe (1995-2007) in corso di realizzazione vicino a Parigi secondo il Piano Regolatore di Cooper-Robertson, dalla nuova città di Brandevoort nei Paesi Bassi (1995-2007) progettata da Rob Krier e Christoph Kohl al nuovo villaggio di Pitiousa a Spetses, Grecia (1992-96) progettato da Demetri Porphyrios, dal nuovo quartiere urbano di Richmond Riverside (1987-1992) realizzato a Londra da Quinlan Terry al nuovo quartiere di Sankt Eriksgaten a Stoccolma (1995-2004) progettato da Alexander Wolodarski.
In seguito al successo di queste operazioni che hanno dimostrato la possibilità di realizzare nuovi ambienti urbani compatti alla scala umana, in equilibrio con l'ambiente naturale e orientati a favorire l'uso del sistema di trasporto pubblico, una serie di nuovi interventi di Rinascimento urbano è attualmente in corso di realizzazione in tutta Europa tra cui il Quartier am Tacheles a Berlin-Mitte (2000-2007) con piano urbanistico di Duany & Plater-Zyberk e progetti architettonici di Demetri Porphyrios, Piotr Choynowski, Tagliaventi & Associates, Hammond Beeby Rupert Ainge, Robert A. M. Stern, Calvin TsaO & McKown, la ricostruzione del Centro Storico di Palermo (1996-2007), il nuovo Beguinage a Valenciennes (2002-2007) progettato da Styles Architectes, il nuovo centro urbano di Plessis-Robinson, France, (1992-2007) progettato da Jean François Spoerry, Xavier Bohl, Marc e Nada Breitman, il nuovo centro urbano del quartiere di Via della Pietra a Bologna realizzato su progetto di Tagliaventi & Associati (2002-2007).